# S/2003 J 4
S/2003 J 4 è un satellite naturale irregolare del pianeta Giove. È stato scoperto da una squadra di astronomi dell'Università delle Hawaii nel 2003. In attesa della promulgazione di un nome definitivo da parte dell'Unione Astronomica Internazionale l'oggetto è tuttora noto mediante la sua designazione provvisoria.
Il satellite è caratterizzato da un movimento retrogrado, ed appartiene al gruppo di Pasifae, composto da satelliti retrogradi ed irregolari che orbitano attorno a Giove ad una distanza compresa fra 22,8 e 24,1 milioni di chilometri, con una inclinazione orbitale compresa tra 144.5° e 158.3°.